# Kvarteret Mullvaden Första

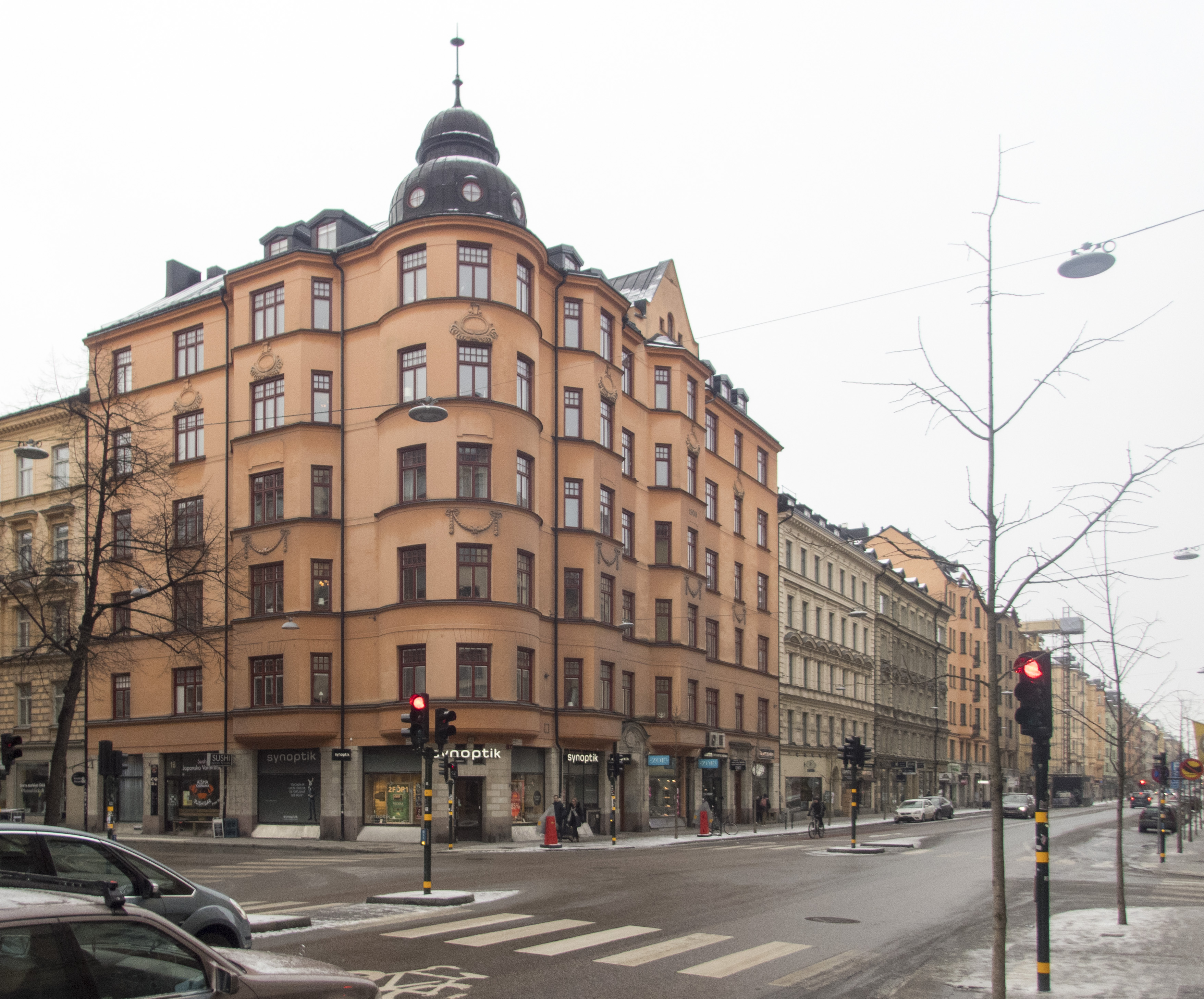
Mullvaden första 22, Hornsgatan / Timmermansgatan, nybyggnadsår 1905-1909, arkitekt Edward Ohlsson.

Kvarteret Mullvaden Första är ett bostadskvarter i Maria Magdalena församling, Södermalm i Stockholm. Det begränsas av Hornsgatan, Torkel Knutssonsgatan, Krukmakargatan och Timmermansgatan.

## Historik
Kvartersnamnet Mullvaden omnämns först gången 1649 och  betecknas i senar handlingar som det yttersta vid Hornsgatan. På Petrus Tillaeus karta från 1733 återfinns  med nr 57 Mulvaden första (stavning med ett "l") inom Maria Magdalena församling. 
Vid nuvarande Hornsgatan 43 inom kvarteret var filosofen Emanuel Swedenborg  bosatt och här stod tidigare Swedenborgs lusthus. Hans trädgård försvann när Hornsgatan breddades på 1880-talet. Hörnhuset vid Timmermansgatan / Krukmakargatan uppfördes 1889–1890 efter ritningar av arkitekt Carl Cederström. Hörnhuset Mullvaden första 22, Hornsgatan / Timmermansgatan, ritades av arkitekt Edward Ohlsson och stod färdigt 1909.

### Branden 1906
På eftermiddagen 10 juli 1906 kom larmet om att det brann på Torkel Knutssonsgatan 29. När brandkåren kom fram var detta femvåningshus helt övertänt. Genom hettan antändes även vindarna på Torkel Knutssonsgatan 16 A och B, Krukmakargatan 9 och Hornsgatan 49. Brandkåren lyckades begränsa branden till dessa hus men de brann ner till grunden.

### Mullvadsockupationen
Åren 1977-1978 var kvarteret mycket uppmärksammat i Sverige och även utomlands genom husockupationen där, som kom att kallas Mullvadsockupationen. Det rörde sig om fyra byggnaden mot Krukmakargatan som revs 1978 och 1981 och ersattes med ny hyresrättsbebyggelse. 2001 omvandlades denna till en bostadsrättsförening, som till minne av händelserna fick namnet Brf Ockupanten.

## Bilder

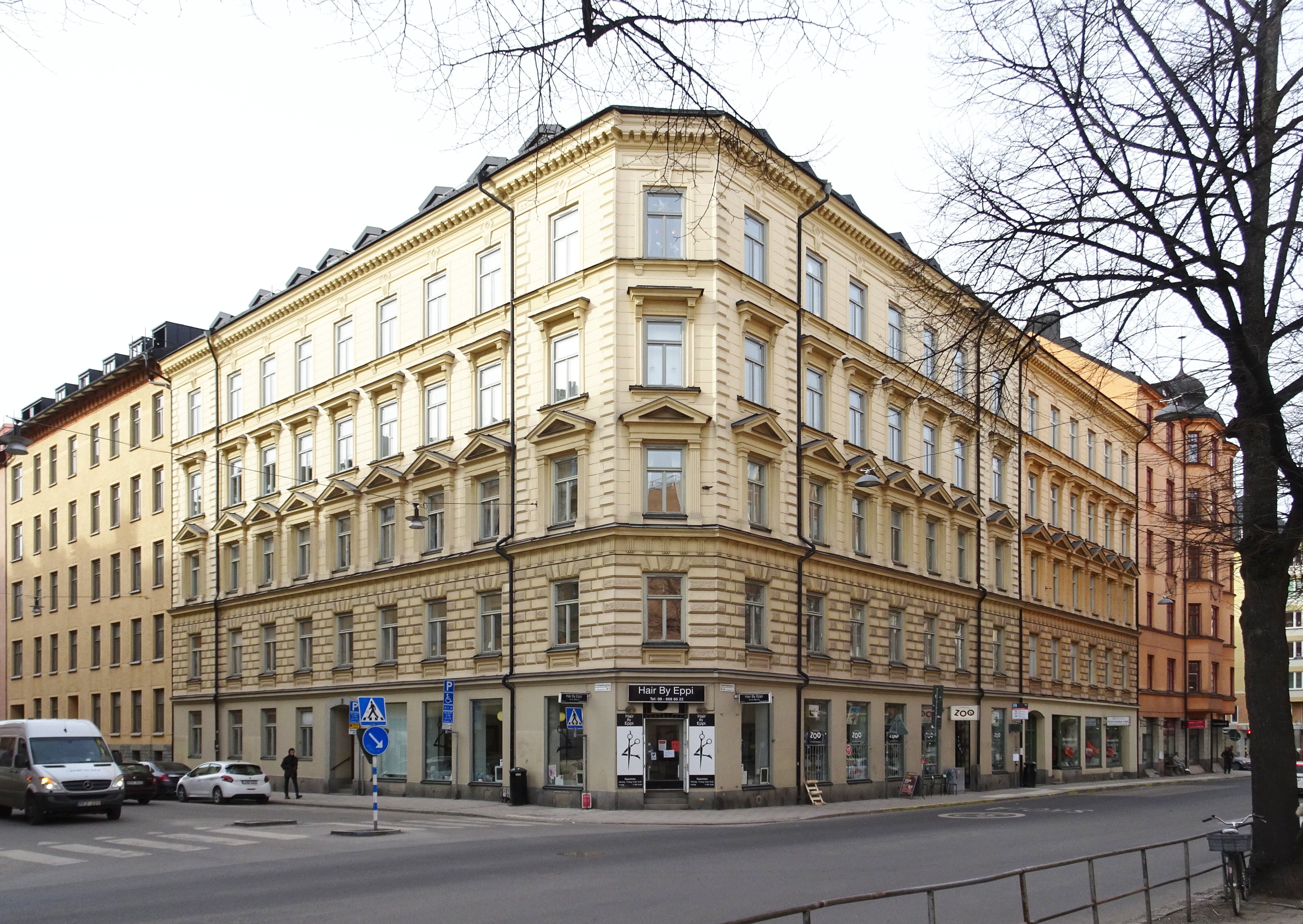
Mullvaden första 20 och 21, Krukmakargatan 2 / Timmermansgatan 20, arkitekt Carl Cederström.
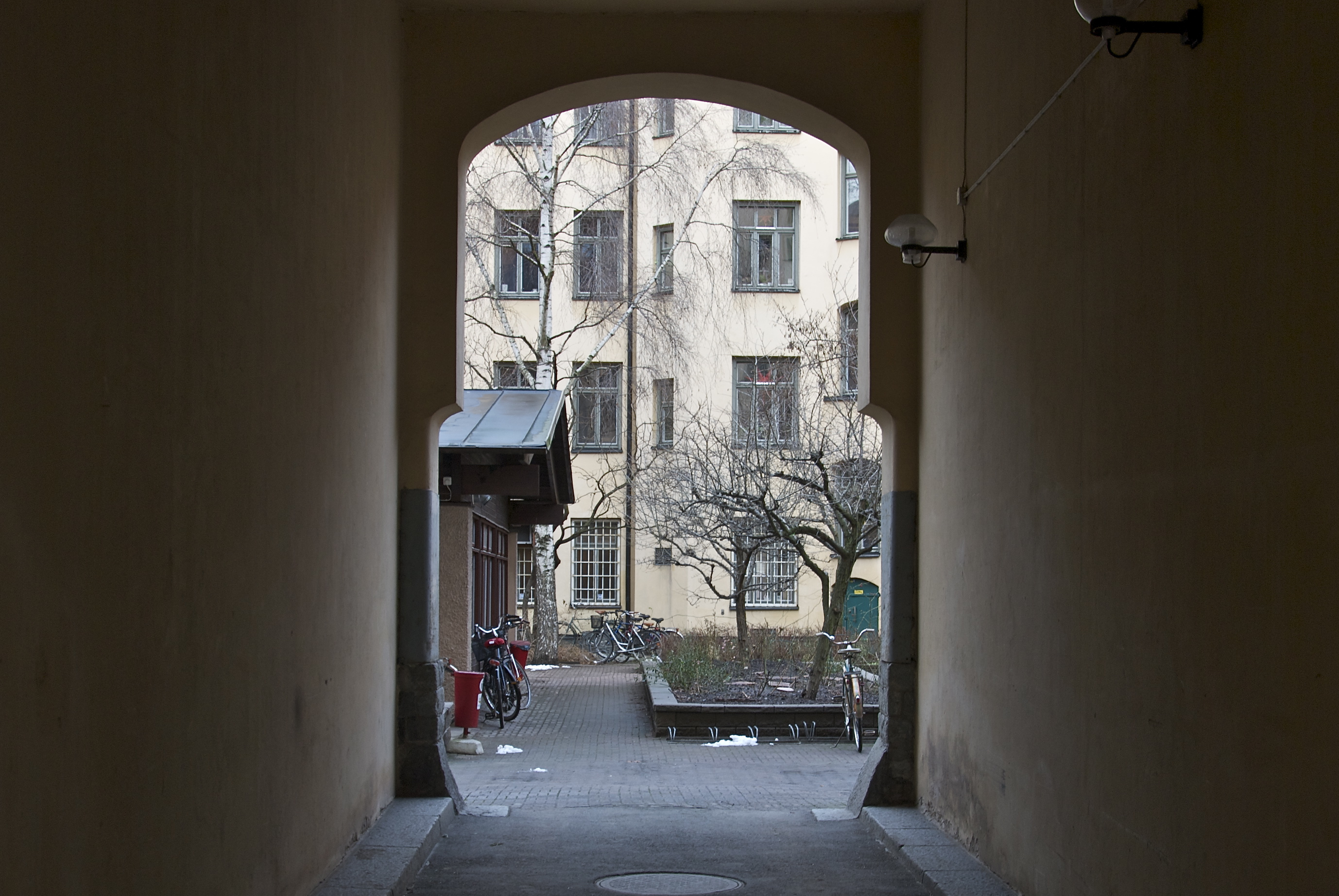
Ingång till gården i kvarteret från Krukmakargatan.
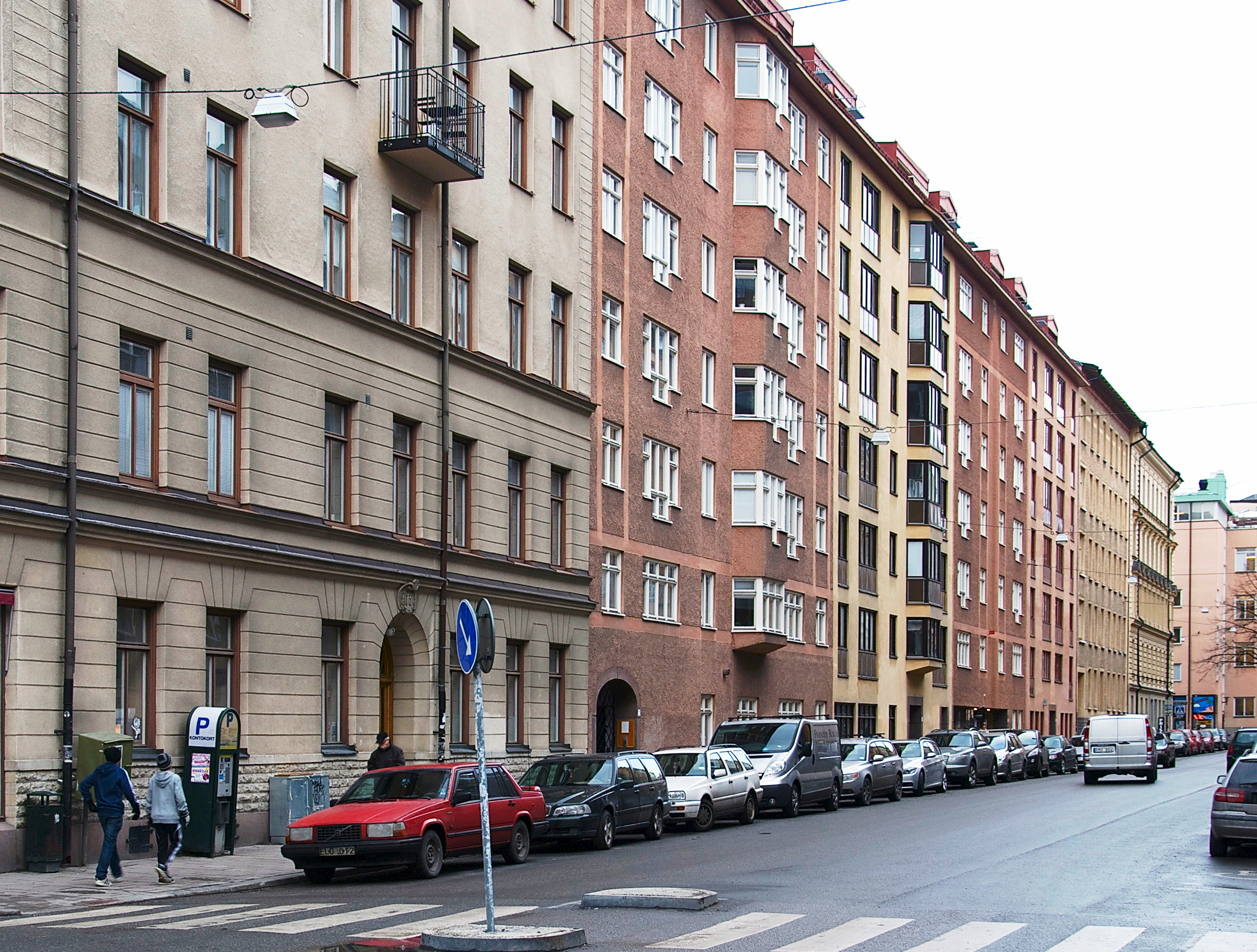
Kvarteret Mullvaden, fasader mot Krukmakargatan.
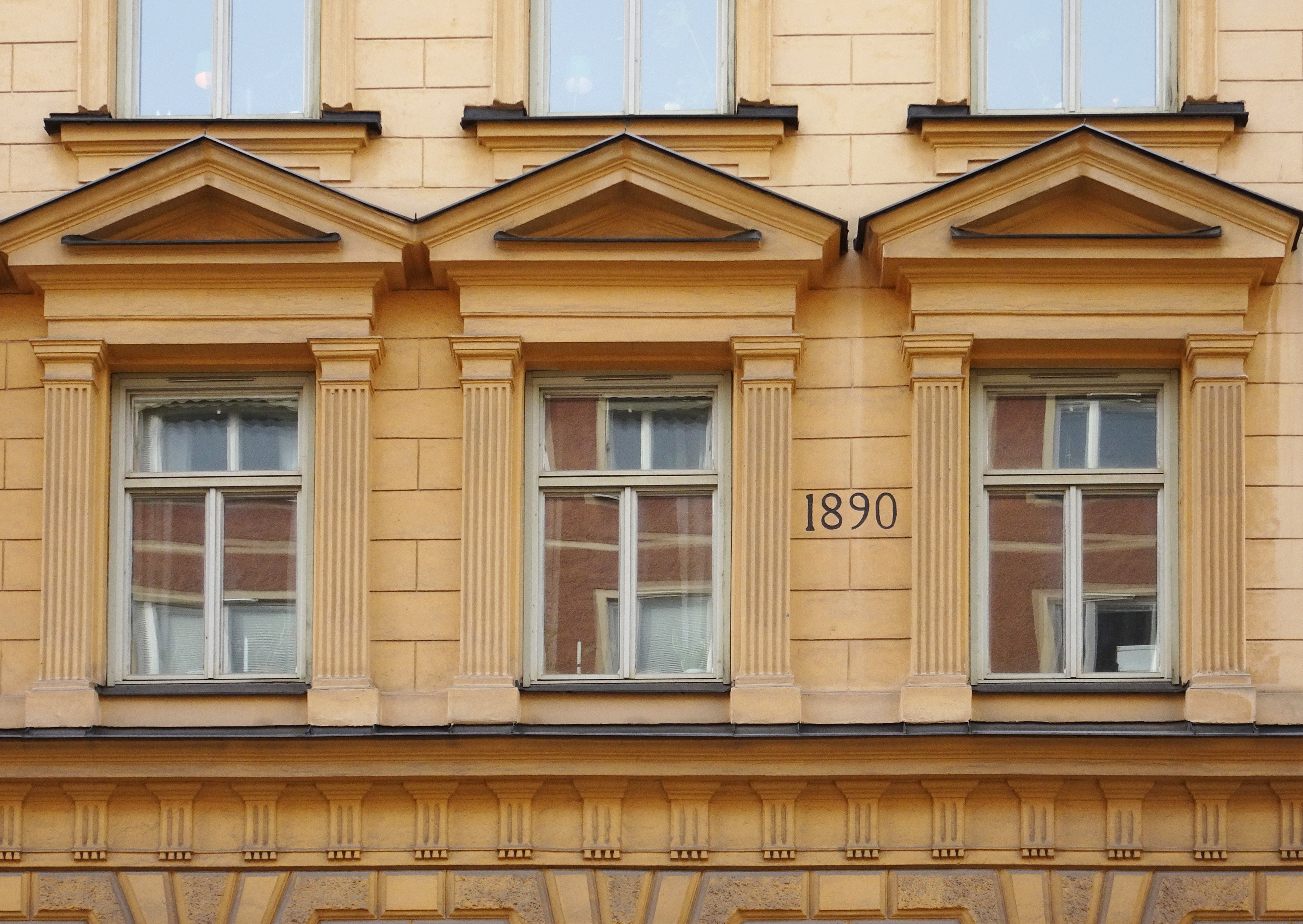
:Mullvaden första 21, fasaddetalj.